# فوربز ۵۰۰
فوربز ۵۰۰ (به انگلیسی: Forbes 500) فهرستی از ۵۰۰ شرکت برتر تولیدکننده کالا و خدمات آمریکایی بود، که به صورت سالیانه توسط مجله فوربز منتشر می‌گردید. در این فهرست برای رتبه‌بندی شرکت‌های موردنظر از پنج فاکتور فروش سالیانه، سود خالص، دارایی‌ها، ارزش بازار سرمایه و تعداد کارکنان استفاده می‌شد.
این فهرست آخرین بار در ماه مارس سال ۲۰۰۳ منتشر شد، که اطلاعات مربوط به شرکت‌های ذکر شده در سال مالی ۲۰۰۲ میلادی را ارائه می‌کرد. از آن پس فهرستی جدید، تحت عنوان "فوربز جهانی ۲۰۰۰" جایگزین آن گردید. فوربز جهانی ۲۰۰۰ شامل شرکت‌های خارج از ایالات متحده است و شیوه محاسبه آن کماکان بر پایه فاکتورهای محاسبه فوربز ۵۰۰ می‌باشد، با این تفاوت که فاکتورتعداد کارکنان شرکت‌ها در روش جدید در نظر گرفته نمی‌شود، ولی بقیه شاخص‌ها همانند روش قبل محاسبه می‌شوند.